# Rettenbach (Traun)
Der Rettenbach ist ein rechter Zufluss der Traun in Oberösterreich und der Steiermark. Im Rettenbachtal, wo heute die Soleleitung von Altaussee nach Bad Ischl verläuft, wurde früher Holz über die Landesgrenze hinweg getriftet. Reste von Klausanlagen zeugen noch heute davon.

## Beschreibung
Der Bach entspringt im Toten Gebirge im Gemeindegebiet von Altaussee. Die Quelle befindet sich unterhalb des Greimuths im Bereich der Stöcklwände nahe der Gschwandalm. Anfangs stürzt der Rettenbach über einen etwa 100 m hohen Wasserfall, fließt vorbei an der Rettenbachalm (auch Rettenbachalpe, auf 638 m Höhe) durch das Rettenbachtal. Dort bildet der Bach die Rettenbachwildnis, durchfließt die Rettenbachklamm, treibt bei der Siedlung Rettenbach die Rettenbachmühle an und mündet bei Bad Ischl in die Traun. Der Bachverlauf wechselt zwischen weitgehend naturnah leicht mäandrierend, geradlinig und schluchtartig.
Für den Flussnamen „Rettenbach“ gibt es verschiedene Erklärungen: die erste leitet den Namen vom keltischen „Ret“, „Rat“ (schnelle Bewegung) her, „weshalb das Wort „Rettenbach“ übersetzt eigentlich „schnellfließender Bach“ heißt!“. Nach der zweiten Erklärung kommt „Retten“ von roeten (rot); nach Franz Hörburger, welcher das Adjektiv „Retten“ am Beispiel von Rettenbach erläutert, soll die Rotfärbung des Gewässers gemeint sein. So befindet sich z. B. in St. Johann im Pongau eine Katastralgemeinde (KG) namens Rettenstein, die 1319 urkundlich als Roetenstain erscheint. Der abgeleitete Familienname Rettenstainer, in Hochfilzen und Kössen vorkommend, leite sich nach Karl Finsterwalder von rotem Gestein ab.